# Eliseu Maria Coroli
Eliseu Maria Coroli B (Borgonovo Val Tidone, 9 de fevereiro de 1900 — Bragança do Pará, 29 de julho 1982) foi um padre Barnabita italiano e bispo da prelazia de Guamá, hoje Bragança do Pará. Durante seu episcopado, Dom Eliseu empreendeu diversas ações que contribuíram para o desenvolvimento social e espiritual da comunidade bragantina. Seu legado perdura até hoje, sendo reconhecido como um exemplo de fé e benevolência para Bragança. Em 1996, foi aberto seu processo de beatificação.

## Biografia
Eliseu Elias Ferdinando nasceu em 9 de fevereiro de 1900, em Castelnuovo, um pequeno povoado na Província de Piacenza, na Itália. Ele era o quarto filho de Anacleto Ludovico e Maria Molinari, uma família de agricultores, cristãos devotos da Igreja Católica Romana.
A decisão de se tornar padre surgiu de uma conversa com sua mãe quando ele ainda era criança, na qual ele perguntou como poderia encontrar a verdadeira felicidade. Sua mãe respondeu que ele seria muito feliz se se tornasse padre e missionário. Esse objetivo de infância de buscar a verdadeira felicidade o levou a seguir o caminho do sacerdócio.
Em 11 de outubro de 1922, Eliseu concluiu seus estudos e se tornou padre em Monza, na Itália. Depois de completar seu curso de Teologia e Filosofia em Santa Maria do Carrobiolo, foi ordenado sacerdote em 15 de março de 1924. Após isso, ele expressou o desejo de realizar missões e foi enviado ao Brasil, mais especificamente para o Colégio dos Barnabitas, no Rio de Janeiro. Após passar cinco anos no Rio de Janeiro, em 22 de dezembro de 1929, Dom Eliseu Maria Coroli chegou à Amazônia. No entanto, foi apenas em 5 de agosto de 1938 que o padre se deslocou para o município de Bragança.
Em Bragança, ele criou várias instituições necessárias para o desenvolvimento da educação e saúde da região. Alguns de seus feitos incluem a Escola Normal Santa Teresinha (IST), a Maternidade Nossa Senhora da Divina Providência e o Hospital Santo Antônio Maria Zaccaria. Ele também fundou a Congregação das Irmãs Missionárias de Santa Teresinha, a Rádio Educadora de Bragança, o Seminário Santo Alexandre Sauli e um Centro de Treinamento.
No dia 29 de julho de 1982, Dom Eliseu Coroli faleceu na unidade de tratamento intensivo da Clínica SOCOR, em Belém, após uma insuficiência respiratória.

## Contribuições para Bragança

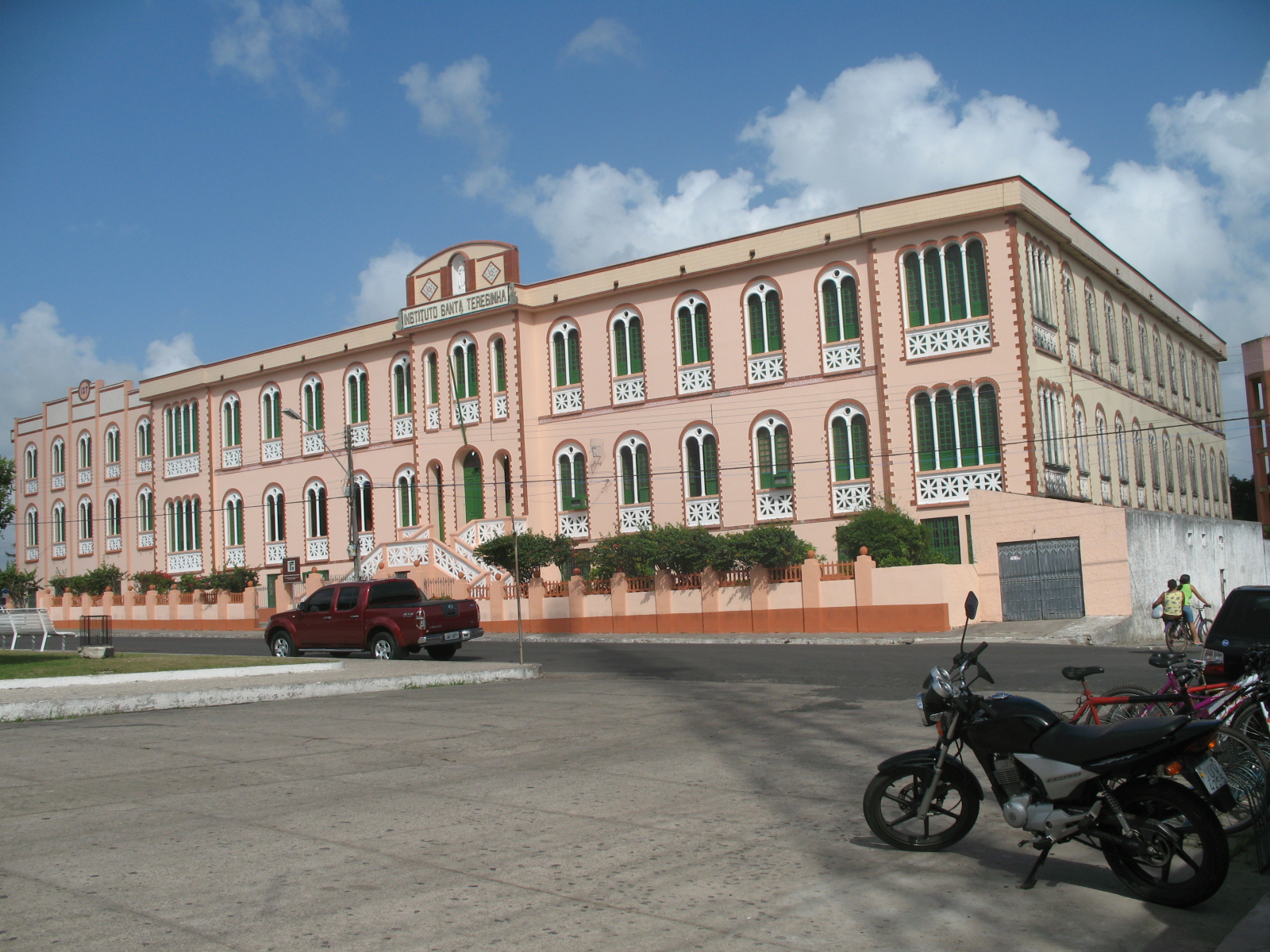
Instituto Santa Terezinha, na cidade de Bragança/PA.

As contribuições de Dom Eliseu foram de grande importância para o desenvolvimento da região de Bragança. Durante os 52 anos em que esteve dedicado a essa região, ele desenvolveu obras voltadas à assistência à sociedade e à educação. Como a fundação da Escola Normal do Colégio Santa Teresinha, que tinha como objetivo formar professores para atender à demanda de escola primária na região. Esse projeto teve uma forte influência de modelos europeus e religiosos. Ele também inseriu métodos de ensino para jovens e adultos, uma novidade para a época.
Outros marcos de Dom Eliseu foram:
- a criação do Sistema Educativo Radiofônico de Bragança (SERB), em 12 de novembro de 1960,[11]
- a criação da Maternidade Nossa Senhora da Divina Providência e do Hospital Santo Antônio Maria Zaccaria.[12]

## Beatificação
Seu processo de beatificação foi aberto em 10 de agosto de 1996. Atualmente, é considerado Servo de Deus e se aguarda um milagre seu sem a intervenção da medicina para santificá-lo.